# Munki
Munki è il sesto album discografico del gruppo musicale alternative rock britannico The Jesus and Mary Chain, pubblicato nel 1998.

## Il disco
Dopo aver lasciato la Blanco y Negro, il gruppo ha firmato per la Sub Pop Records (negli Stati Uniti) e la Creation Records (nel Regno Unito), che avevano pubblicato il singolo d'esordio Upside Down nel 1984.
In un'intervista a The Herald, Jim Reid ha affermato che la parola del titolo gli è stata suggerita da sua sorella Linda.
Si tratta dell'ultimo album in studio della band, prima di un lungo periodo di inattività durato dal 1999 al 2007.
All'album partecipa Hope Sandoval (Mazzy Star), che già aveva collaborato col gruppo nel disco precedente per il singolo Sometimes Always.
Il missaggio è stato effettuato da Alan Moulder e Dick Meaney.
Il disco ha raggiunto la posizione #47 della Official Albums Chart (prima volta dai tempi di Psychocandy che un loro album non entra nella "top 20").

## Tracce
1. I Love Rock 'n' Roll (J. Reid) - 2:37
2. Birthday (W. Reid) - 3:57
3. Stardust Remedy (J. Reid) - 2:26
4. Fizzy (W. Reid) - 3:39
5. Mo Tucker (J. Reid) - 3:19
6. Perfume (W. Reid) - 4:39
7. Virtually Unreal (J. Reid) - 3:38
8. Degenerate (W. Reid) - 5:29
9. Cracking Up (W. Reid) - 4:40
10. Commercial (W. Reid) - 7:02
11. Supertramp (J. Reid) - 3:37
12. Never Understood (W. Reid) - 4:14
13. I Can't Find the Time for Times (W. Reid) - 4:17
14. Man on the Moon (J. Reid) - 3:41
15. Black (W. Reid) - 5:18
16. Dream Lover (J. Reid) - 3:05
17. I Hate Rock 'n' Roll(W. Reid) - 3:42

## Formazione
Gruppo
- Jim Reid - voce (tracce 1-4,6,8,10,13-15), chitarra, produzione
- William Reid - voce (1-3,5,7,9-14,16,17), chitarra, produzione
- Ben Lurie - chitarra, basso
- Nick Sanderson - batteria, percussioni

Collaboratori
- Sister Vanilla - voce (5)
- Sean Lebon - voce (5)
- Hope Sandoval - voce (5)
- Terry Edwards - corni